# Stehlikiana chola
Stehlikiana chola är en insektsart som beskrevs av Young 1977. Stehlikiana chola ingår i släktet Stehlikiana och familjen dvärgstritar. Inga underarter finns listade i Catalogue of Life.